# Doryteuthis opalescens
Doryteuthis opalescens (Berry, 1911), noto come calamaro californiano, è una piccola specie di calamaro della famiglia Loliginidae. Appartiene al gruppo dei calamari miopsidi, caratterizzati dalla presenza di cornee che coprono i loro occhi. La specie è presente nell'Oceano Pacifico orientale, con un areale che va dalla Bassa California (Messico) fino all'Alaska (Stati Uniti). Essendo un calamaro costiero, si può trovare fino a non più di 320 km circa dalla costa.

## Descrizione

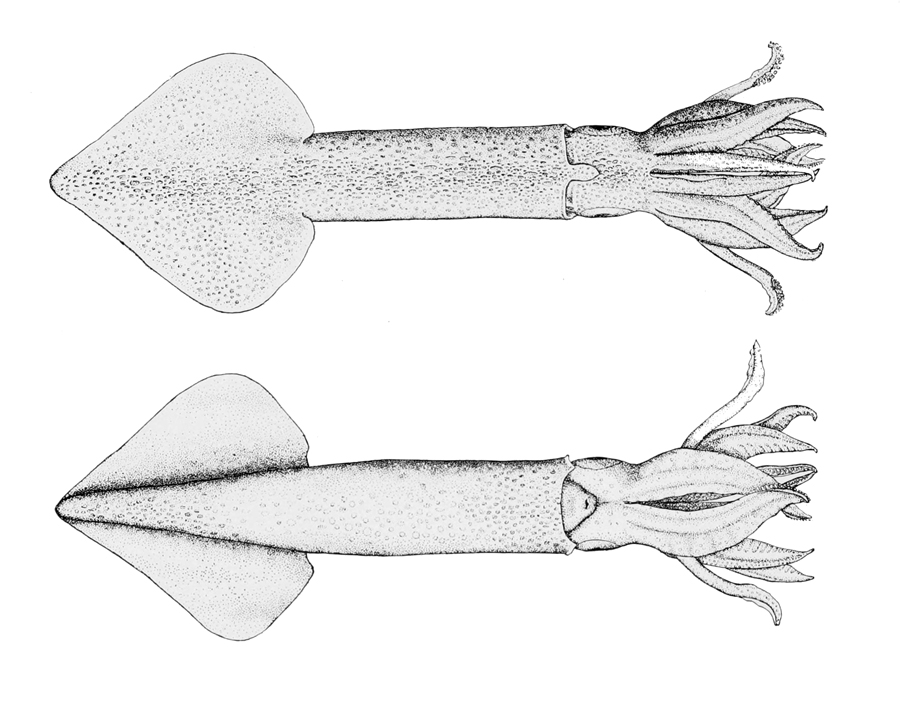
Vista dorsale e ventrale di un adulto

Gli adulti di D. opalescens possono raggiungere una lunghezza totale di 28 cm. I maschi sono generalmente più grandi, con una lunghezza del mantello che varia tra 7,5 e 9 cm, mentre le femmine hanno una lunghezza del mantello compresa tra 13 e 19 cm. Il mantello di D. opalescens non è fuso con la testa e il corpo è 4-5 volte più lungo della sua larghezza, con pinne di uguale lunghezza e larghezza. Questo calamaro possiede 8 braccia e 2 tentacoli più lunghi, che terminano in clave tentacolari dotate di ventose alle estremità. Le clave tentacolari sono strette, con 4 file di ventose, di cui 2 file centrali più grandi e file esterne di ventose più piccole. Le 8 braccia presentano solo 2 file di ventose alternate lungo la loro lunghezza. Nei maschi di D. opalescens, il braccio ventrale sinistro è specializzato o «ectocotilizzato» per il trasferimento degli spermatofori durante l'accoppiamento. Gli occhi di D. opalescens sono coperti da una membrana non perforata chiamata cornea, una caratteristica distintiva dei calamari miopsidi. Il colore di D. opalescens può variare dal bianco al marrone, e questi calamari sono in grado di modificare le tonalità del loro colore grazie ai cromatofori, sia in base all'umore che per mimetizzarsi. Generalmente, appaiono di un bianco-bluastro, o marrone maculato con riflessi dorati, e cambiano in rosso scuro o marrone quando sono eccitati, spaventati o durante l'alimentazione.

### Specie simili
D. opalescens è molto simile ad altre due specie di calamari appartenenti alla stessa famiglia: D. pealeii, presente lungo la costa nord-atlantica del Nord America, e D. gahi, che si trova lungo la costa del Cile.

## Biologia

### Ciclo vitale
Il ciclo vitale di D. opalescens comprende quattro fasi: uova, neonati (chiamati paralarve), giovani e adulti. I calamari vivono dai 6 ai 9 mesi. Le uova di D. opalescens vengono deposte su substrati sabbiosi a profondità di 10-50 m, anche se è stato riportato il ritrovamento di uova a 730 m di profondità, recuperate da un peschereccio per gamberi. Le femmine incapsulano centinaia di uova in una guaina composta da diversi strati di proteine, tra i quali crescono batteri che potrebbero fungere da antibiotico contro le infezioni fungine. Le femmine inseriscono le capsule nel fondo sabbioso con una sostanza adesiva che le ancora, consentendo alle correnti oceaniche di ventilare le uova. La presenza di uova sul fondale stimola altre femmine a deporne di più. i gruppi di capsule vengono disposti in masse che possono formare «letti di uova», capaci di coprire ampie aree del fondale. Il tempo di incubazione delle uova varia tra 3 e 8 settimane, ma il tempo si accorcia se le acque sono più calde. Le stelle marine Patiria miniata sono i principali predatori delle uova; i pesci non le mangiano, anche se possono mordicchiare le uova non protette dalla guaina. Non c'è alcuna forma di cova.

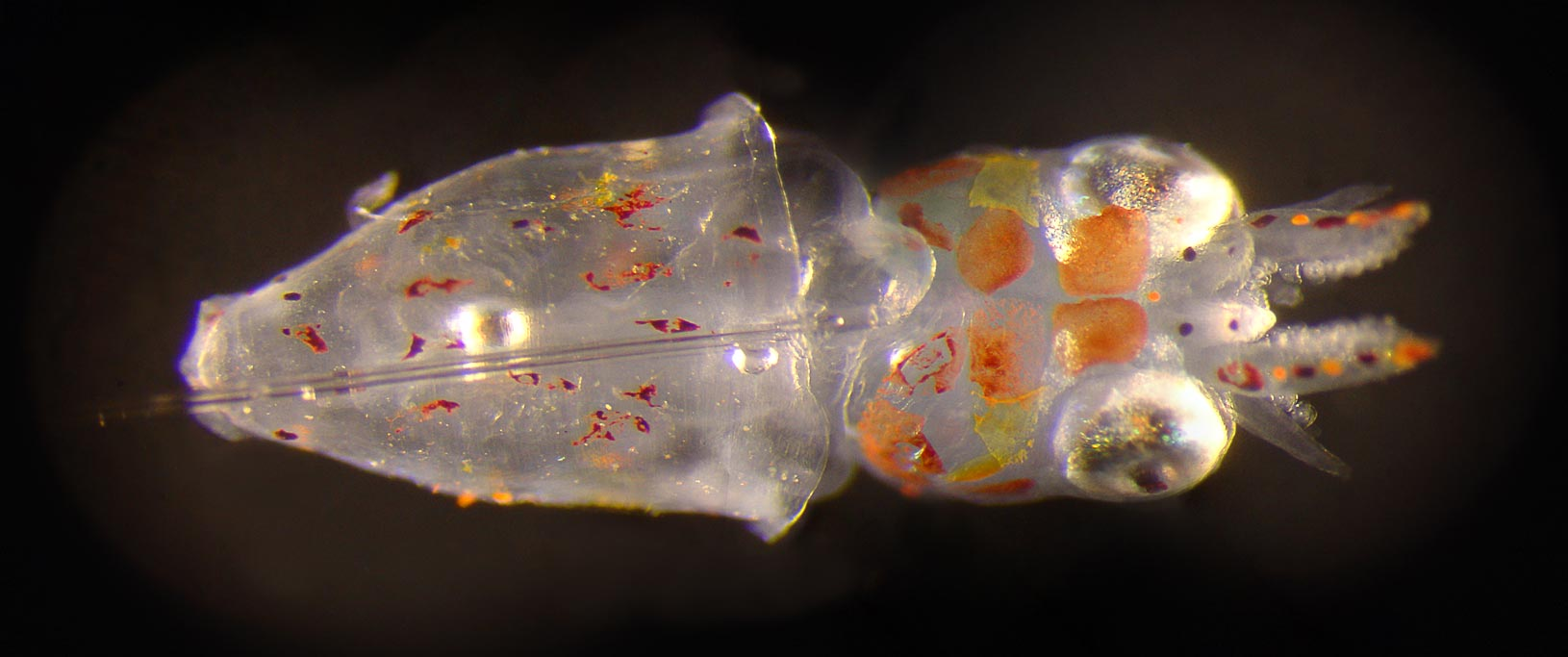
Paralarva di D. opalescens

Le paralarve di D. opalescens escono dalle uova e iniziano immediatamente a nuotare. Non si sa esattamente dove vadano, ma i neonati della specie imparentata D. pealeii nuotano verso la superficie nelle prime 12 ore dopo la schiusa. Le paralarve devono imparare rapidamente a cacciare, poiché il loro sacco vitellino viene consumato o si stacca poco dopo l'uscita dalla guaina. Attraverso tentativi ed errori, queste larve di 2-3 mm di lunghezza imparano a nutrirsi di copepodi e altro plancton nei primi mesi di vita. Sono presenti in gran numero a 15 m di profondità durante la notte e a 30 m durante il giorno, compiendo quindi una migrazione verticale quotidiana di 15 metri, un'impresa considerevole per un organismo lungo solo 3 mm. Questa migrazione, insieme alle condizioni ambientali create dalle correnti costiere e di marea, porta le paralarve a rimanere entro 3 km dalla costa. Questa vicinanza alla riva è vantaggiosa, perché qui il plancton è più piccolo ed è quindi più facile nutrirsi.
Quando D. opalescens raggiunge i 15 mm di lunghezza del mantello (a circa 2 mesi di età), è abbastanza forte per nuotare in banchi. Questi giovani formano gruppi di decine di individui e nuotano sulla piattaforma continentale alla ricerca di cibo. Coloro che sopravvivono fino a questo punto sono in grado di cacciare utilizzando lo scatto dei tentacoli, come gli adulti. Tra i 4 e gli 8 mesi, gli organi sessuali giungono a maturazione e i giovani calamari vengono considerati adulti. Gli esemplari sessualmente maturi misurano tra i 70 e i 160 mm di lunghezza del mantello e pesano circa 40 grammi.
Gli adulti di D. opalescens si spostano fuori dalla piattaforma continentale durante il giorno ed è possibile trovarli fino a 500 m di profondità. I banchi di adulti tornano in superficie di notte per cacciare. A un certo punto, questi banchi si avvicinano alla costa per riprodursi, in aggregazioni che possono raggiungere milioni di individui. Inizialmente si pensava che gli adulti morissero dopo la deposizione delle uova, poiché i letti di uova erano spesso disseminati di calamari morti. Tuttavia, gli studiosi hanno recentemente ipotizzato che gli adulti vivano più a lungo dopo la prima deposizione e siano in grado di deporre uova ripetutamente durante le ultime settimane o mesi di vita.

### Ecologia

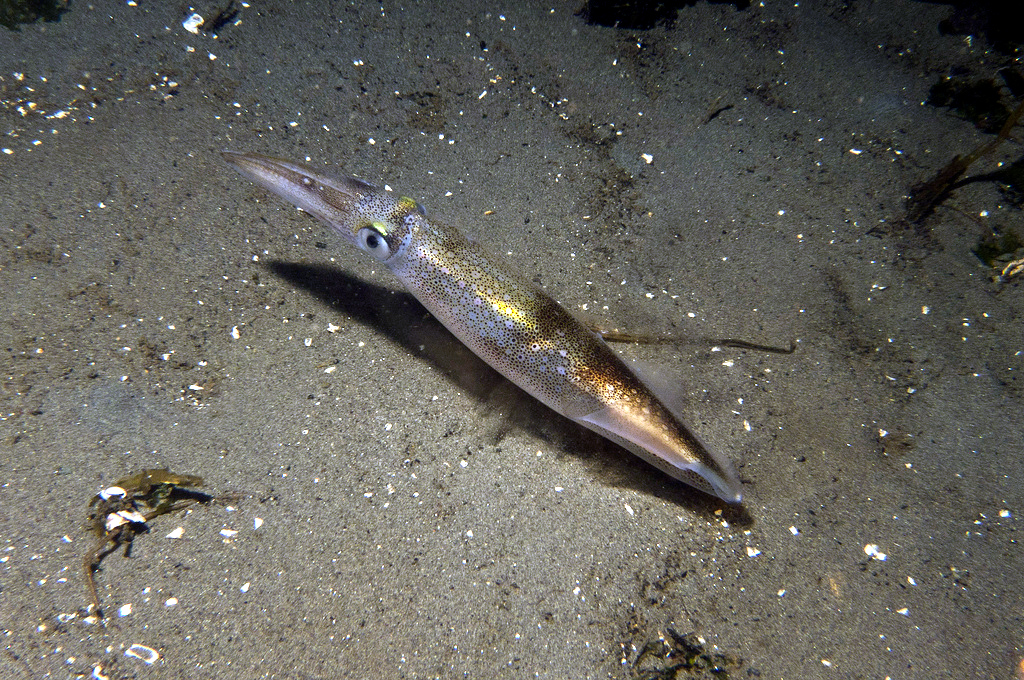
D. opalescens adulto

D. opalescens è un predatore cannibale che si nutre di prede più piccole come pesci, granchi, gamberetti, molluschi e altri calamari giovani. Utilizza i suoi due tentacoli più lunghi, terminanti in clave tentacolari, per afferrare e catturare le prede. A sua volta, D. opalescens rappresenta una fonte alimentare importante per numerosi predatori, tra cui pesci più grandi, squali, mammiferi marini, uccelli marini e anche per gli esseri umani. I suoi predatori includono il leone marino della California, la verdesca, il pesce vela, il tonnetto striato, il salmone reale, la strolaga mezzana e il cormorano di Brandt.
La pesca di D. opalescens ebbe inizio con i pescatori cinesi nella Baia di Monterey, in California, nel 1860. All'inizio del XX secolo, assunsero un ruolo di primo piano i pescatori italiani. Dopo la seconda guerra mondiale ci fu una ripresa della pesca dei calamari, e dal 1981 l'industria è cresciuta significativamente, in particolare nel sud della California. Attualmente, la California meridionale, principalmente le aree intorno alle Channel Islands, fornisce il 90% del pescato dei calamari. La pesca nella Baia di Monterey avviene da aprile a novembre, in coincidenza con la stagione delle risalite d'acqua, mentre nel sud della California le catture iniziano a novembre e proseguono fino ad aprile, in corrispondenza della maggiore turbolenza causata dalle tempeste invernali. Dal 1993, il calamaro è diventato la principale risorsa ittica della California, con catture che hanno raggiunto le 118000 tonnellate e un valore di 41 milioni di dollari nel 2000. La popolazione di D. opalescens è soggetta a fluttuazioni significative a causa del fenomeno di El Niño; durante gli anni caratterizzati da acque più calde e povere di nutrienti, le catture possono scomparire del tutto in alcune aree.
Tra il 1998 e il 2019, gli studi hanno rilevato un aumento significativo delle popolazioni di D. opalescens nelle acque più settentrionali della costa pacifica degli Stati Uniti, un fenomeno collegato all'aumento delle temperature oceaniche dovuto ai cambiamenti climatici.